# Synallaxe à ventre blanc
Mazaria propinqua
Genre
Espèce
Statut de conservation UICN

 LC  : Préoccupation mineure
Le Synallaxe à ventre blanc (Mazaria propinqua) est une espèce de passereaux de la famille des Furnariidae.

## Répartition

répartition